# Pierrepont (Nowy Jork)
Pierrepont – miasto w Stanach Zjednoczonych, w stanie Nowy Jork, w hrabstwie St. Lawrence.